# Pristomyrmex wilsoni
Pristomyrmex wilsoni é uma espécie de formiga do gênero Pristomyrmex, pertencente à subfamília Myrmicinae.